# Minnesota Lynx 2015
La stagione 2015 delle Minnesota Lynx fu la 17ª nella WNBA per la franchigia.
Le Minnesota Lynx vinsero la Western Conference con un record di 22-12. Nei play-off vinsero la semifinale di conference con le Los Angeles Sparks (2-1), la finale di conference con le Phoenix Mercury (2-0), vincendo poi il titolo battendo nella finale WNBA le Indiana Fever (3-2).

## Roster
| N° | Naz.                   | Ruolo | Sportivo         | Anno | Alt. | Peso |
| -- | ---------------------- | ----- | ---------------- | ---- | ---- | ---- |
| 0  | Stati Uniti (bandiera) | G     | Jennifer O'Neill | 1990 | 165  | 64   |
| 1  | Stati Uniti (bandiera) | A     | Shae Kelley      | 1991 | 185  | 75   |
| 3  | Stati Uniti (bandiera) | G     | Kalana Greene    | 1987 | 178  | 70   |
| 13 | Stati Uniti (bandiera) | G     | Lindsay Whalen   | 1982 | 175  | 68   |
| 14 | Stati Uniti (bandiera) | A     | Devereaux Peters | 1989 | 188  | 77   |
| 15 | Stati Uniti (bandiera) | A     | Asjha Jones      | 1980 | 188  | 85   |
| 20 | Stati Uniti (bandiera) | A     | Tricia Liston    | 1992 | 183  | 82   |
| 21 | Stati Uniti (bandiera) | A     | Reshanda Gray    | 1993 | 188  | 87   |
| 21 | Stati Uniti (bandiera) | G     | Renee Montgomery | 1986 | 170  | 65   |
| 22 | Stati Uniti (bandiera) | G     | Monica Wright    | 1988 | 180  | 81   |
| 23 | Stati Uniti (bandiera) | A     | Maya Moore       | 1989 | 183  | 79   |
| 32 | Stati Uniti (bandiera) | A     | Rebekkah Brunson | 1981 | 191  | 79   |
| 33 | Stati Uniti (bandiera) | G     | Seimone Augustus | 1984 | 183  | 81   |
| 34 | Brasile (bandiera)     | A     | Damiris          | 1992 | 193  | 86   |
| 34 | Stati Uniti (bandiera) | C     | Sylvia Fowles    | 1985 | 198  | 94   |
| 51 | Spagna (bandiera)      | G     | Anna Cruz        | 1986 | 175  | 70   |

## Staff tecnico
- Allenatore: Cheryl Reeve
- Vice-allenatori: Jim Petersen, Shelley Patterson
- Preparatore atletico: Chuck Barta
- Assistente preparatore atletico: Keith Uzpen